# Піроксеніти
Піроксеніти — вивержена магматична гірська порода; продукт кристалізації ультраосновної магми.

## Загальний опис
Піроксеніти — загальна назва глибинних основних ультрамафітів істотно піроксенового складу, містять від 50 до 100 об'ємних % різних піроксенів.
Найпоширеніші різновиди:
- ортопіроксеніт і олівіновий ортопіроксеніт (ромбічний піроксен ± олівін),
- клінопіроксеніт і олівіновий клінопіроксеніт (моноклінний піроксен ± олівін),
- вебстерит і олівіновий вебстерит (ромбіч. піроксен ± моноклінний піроксен ± олівін),
- роговообманковий П. і олівінороговообманковий П. (моноклінний піроксен ± рогова обманка ± ромбіч. піроксен ± олівін).

Як породотвірні мінерали в складі піроксенітів визначаються також ґранат, ільменіт, слюда, плагіоклаз; провідні акцесорні мінерали — хромшпінеліди і магнетит.
Склад піроксенів у піроксенітах дуже різноманітний: від енстатиту до гіперстену і від діопсиду до жадеїту. Колір свіжих порід жовтий, зелений, сірий, чорний. Хімічний склад П. визначається передусім кількістю і складом піроксенів. Внаслідок високої кремнеземистості останніх, ці голомеланократові ультрамафіти належать до групи основних, а не ультраосновних порід і містять зазвичай від 45 до 55 мас % SiO2. Скупчення інших головних складників (MgO, СаО, FeO, Al2O3) дуже мінливі. Загалом за петрохімічними особливостями піроксеніти посідають проміжне положення між перидотитами і габроїдами.
П. — поширені гірські породи, але зустрічаються звичайно в невеликих кількостях. Відомі в складчастих областях в тісному поєднанні з ультраосновними породами, в платформних базит-ультрабазитових розшарованих інтрузивах і лужно-ультраосновних комплексах, а також у вигляді глибинних (мантійних) ксенолітів у лужних базальтах і кімберлітах. З піроксенітами пов'язані великі родовища руд платинових металів, попутно з якими вилучається золото і сульфіди нікелю та міді. Іноді до піроксенітів прив'язані хромітові і титаномагнетитові ванадієві, сульфідні мідно-нікелеві і нікелеві поклади, а також родовища азбесту.
Використовують їх як будівельний матеріал; сировина для виготовлення вогнетривких виробів.

## Інтернет-ресурси
- Вікісховище має мультимедійні дані за темою: Піроксеніти
- Flett, John Smith (1911). Pyroxenite . У Chisholm, Hugh (ред.). // Encyclopædia Britannica (англ.). Т. 22 (вид. 11-те). Cambridge University Press. с. 697.